# マンク 〜破戒僧〜
『マンク ～破戒僧～』（マンク はかいそう、原題：Le moine）は、2011年のフランス・スペイン合作のサスペンス映画。イギリスの作家マシュー・グレゴリー・ルイスによる同名小説を原作としている。
監督・脚本はフランスの映画監督ドミニク・モル。フランスで2011年7月13日に公開。日本では2012年3月24日に劇場公開され、同年の9月にDVDが発売された。

## ストーリー
1595年の聖アンブロシオの日（12月7日）、イベリア半島のマドリッド郊外にあるカプチン会修道院の前に、右肩に手の形をした痣のある赤子が捨てられる。赤子は修道院長であるミゲル神父によって修道院に引き取られ、アンブロシオと名付けられる。やがて彼は気高い僧として育ち、大衆はアンブロシオの説法に我も我もと群がるようになる。ある日、火事で家族を亡くし、焼けただれた顔を仮面で隠しているという少年バレリオが修道士になるために修道院にやってくる。しかし、バレリオは実は女性であり、アンブロシオに近づくために男装して修道院にやってきたのだ。その事実を知ったアンブロシオは動揺するが、バレリオに巧みに誘惑され、肉欲の虜となる。そしてバレリオとアンブロシオの関係に気付き、アンブロシオを責めたイアゴ修道士は謎の死を遂げる。
堕落したアンブロシオは、汚れを知らない10代の美少女アントニエに出会い、彼女に強く惹かれる。バレリオにその気持ちを悟られたアンブロシオは、バレリオから渡された花のついた小枝の魔力を使ってアントニエと関係を持つ。事を終えて眠っていた2人の前にアントニエの母エルバイラが現れる。アンブロシオの肩にある痣を見たエルバイラは、アンブロシオがかつて亡き夫の父システルナス侯爵によって殺されたとされていた息子マテオであることに気付くが、アンブロシオはとっさにエルバイラを刺してしまう。エルバイラはアンブロシオに「マテオ」と告げて事切れる。エルバイラの死体を見たアントニエは正気を取り戻して叫び声を挙げる。
アンブロシオは捕らえられ、火刑に処せられることが決まる。牢獄の中でアンブロシオは美しく着飾ったバレリオの姿を見る。バレリオはアンブロシオに会いたがっている人がいると告げる。するとアンブロシオの前に、かつてアンブロシオに姪との淫らな関係を告解した男が現れる。アンブロシオの魂と引き換えに永遠の命をやるという男に対し、アンブロシオは正気を失った妹アントニエを救うために自らの救いと魂を放棄すると告げる。アンブロシオは荒野の中で体をカラスに啄まれる。

## キャスト
- アンブロシオ - ヴァンサン・カッセル： 修道院で育ち、信者らに敬愛されている神父。
- バレリオ - デボラ・フランソワ： 修道士になるために修道院にやってきた少年。実は女性。
- アントニエ・ダルファ - ジョセフィーヌ・ジャピ： 商人の娘。亡父はシステルナス侯爵の息子だが勘当されている。
- エルバイラ・ダルファ - カトリーヌ・ムシェ： アントニエの母。商人の娘。病で伏せている。
- 女子修道院長 - ジェラルディン・チャップリン： アンブロシオからアニエスの破戒を知らされる。
- 放蕩者 - セルジ・ロペス： 兄の娘と淫らな関係にあることをアンブロシオに告解した男。
- ミゲル神父 - ホルディ・ダウデール； 修道院長。アンブロシオを息子のように育てる。
- シスター・アニエス - ロクサーヌ・デュラン： 恋人クリストバルとの間に子を宿した修道女。
- ロレンゾ・メディナセリ - フレデリック・ノアイエ： メディナの名家の子息。アントニエと愛し合う。
- アンドレ修道士 - ハビビ・ギル・ヴァレ： 医学の心得のある修道士。
- イアゴ修道士 - ピエール＝フェリックス・グラヴィエール： アンブロシオとバレリオの関係に気付いた修道士。
- レオネラ・ダルファ - マルティーヌ・ヴァンドヴィル： アントニエの叔母（伯母）。エルバイラの妹（姉）。